# Diether de la Motte

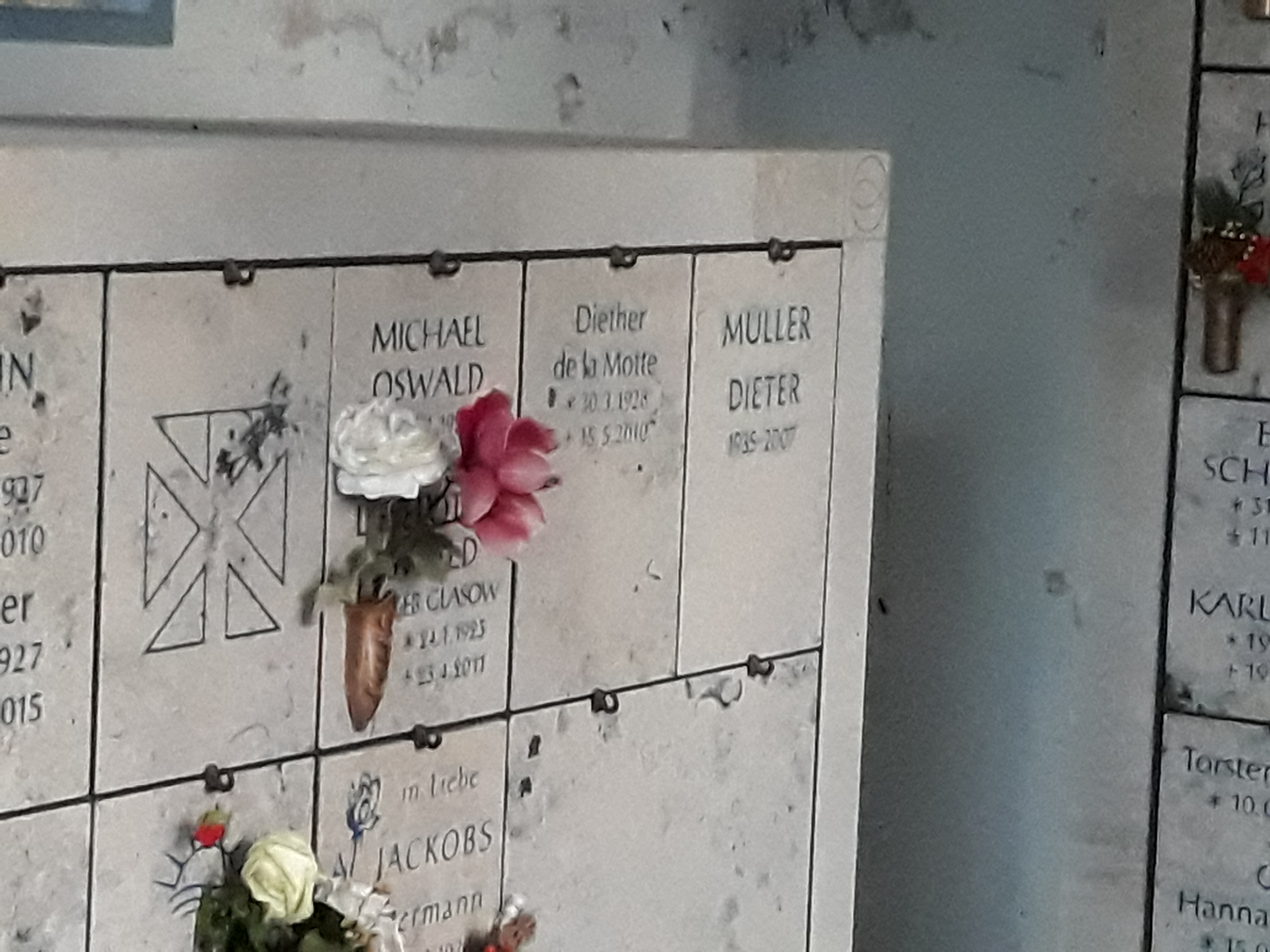
Das Grab von Diether de la Motte in einer Urnenwand (obere Reihe, zweites von rechts) auf dem evangelischen Luisenkirchhof II in Berlin-Charlottenburg.

Diether de la Motte (* 30. März 1928 in Bonn; † 15. Mai 2010 in Berlin) war ein deutscher Musiker, Komponist, Musiktheoretiker und Hochschullehrer.

## Leben
De la Motte studierte von 1947 bis 1950 an der Nordwestdeutschen Musikakademie Detmold Komposition bei Wilhelm Maler, Chorleitung bei Kurt Thomas und Klavier. Von 1950 bis 1959 war er als Dozent für Komposition, Formenlehre und Klavier an der Düsseldorfer Landeskirchenmusikschule tätig. Ab 1955 verfasste de la Motte Musikkritiken für die Rheinische Post. Von 1959 bis 1962 arbeitete er als Lektor im Schott Musikverlag in Mainz. Er nahm an Kursen in Schloss Kranichstein bei Darmstadt (Internationale Darmstädter Ferienkurse für Neue Musik) teil, u. a. bei dem Komponisten Ernst Krenek.
Seit 1962 lehrte Diether de la Motte Komposition und Musiktheorie an der Hochschule für Musik und Theater Hamburg. 1964 wurde er dort zum Professor ernannt und übernahm 1972 auch das Amt des Vizepräsidenten der Freien Akademie der Künste. 1982 ging er als Professor an die Hochschule für Musik und Theater Hannover. 1988 folgte er einem Ruf als Professor für Musiktheorie an die Universität für Musik und darstellende Kunst Wien, wo er bis 1996 lehrte. Seit Dezember 2006 lebte er in Berlin.
Zu seinen Schülern gehörten Manfred Trojahn, Charlotte Seither, Clemens Kühn, Gerhard Luchterhandt, Franz Zaunschirm, Detlev Glanert, Richard Beyer und Nikolaus Schapfl.
Diether de la Motte war verheiratet mit Helga de la Motte-Haber (* 1938).

## Werk
Das kompositorische Schaffen von Diether de la Motte umfasst fast alle Gattungen und reicht von traditionellen Formen wie Bühnenwerken über Orchester-, Vokal- und Kammermusik bis hin zu experimentellen Veranstaltungen, Performances und Stücken mit grenzüberschreitenden Ideen.
Neben seinem kompositorischen Schaffen ist Diether de la Motte vor allem als Musiktheoretiker weit bekannt. Seine Schriften zählen zur Standardliteratur für Studierende der Musik und der Musikwissenschaft. Grundlegend sind seine Veröffentlichungen zur musikalischen Analyse, zum Kontrapunkt und zur Harmonielehre.

## Veröffentlichungen
- Hans Werner Henze. Der Prinz von Homburg. Ein Versuch über die Komposition und den Komponisten. Schotts Söhne, Mainz 1960
- Harmonielehre. Bärenreiter-Verlag Karl Vötterle, Kassel/Basel/Tours/London, und Deutscher Taschenbuch Verlag, München 1976; weitere Ausgaben: Deutscher Verlag für Musik, Wiesbaden 1977; Deutscher Taschenbuch Verlag, München 2004, ISBN 3-423-30166-X; 18. Auflage der Originalausgabe, Bärenreiter Kassel, Basel, London, New York, Praha 2018, ISBN 978-3-7618-2115-2.
- Musikalische Analyse. Textteil u. Notenteil. 2 Bände. Bärenreiter, Kassel 1978, ISBN 978-3-7618-0141-3.
- Kontrapunkt. Ein Lese- und Arbeitsbuch. Bärenreiter, München 1981 u. dtv, München 2002, ISBN 3-423-30146-5.
- Musik bewegt sich im Raum. 16 Konzepte für Laien-Professionals aus Musik, Sprache, Sprachmusik und Bewegung. Moeck, Celle 1987, ISBN 978-3-87549-027-5.
- Darf ich eintreten? Visitenkarte eines Gitarren-Neulings. In: nova giulianiad. 8/86, S. 236 ff.
- Melodie. Ein Lese- und Arbeitsbuch. dtv, München 1993, ISBN 3-423-04611-2.
- Musik Formen. Phantasie, Einfall, Originalität. Wißner, Augsburg 1999, ISBN 3-89639-160-7.
- Wege zum Komponieren. Ermutigung und Hilfestellung. Bärenreiter, Kassel 2001, ISBN 3-7618-1290-6.
- Gedichte sind Musik. Musikalische Analysen von Gedichten aus 800 Jahren. Bärenreiter, Kassel 2002, ISBN 3-7618-1572-7.